# Morandi (album 1982)
Morandi è il quindicesimo album del cantante italiano Gianni Morandi, pubblicato su vinile a 33 giri dall'etichetta discografica RCA Italiana nel 1982.

## Descrizione
Dopo alcuni anni di relativa crisi professionale e commerciale avvenuta nel decennio precedente, Morandi ritorna al grande successo grazie all'interessamento di Mogol e Shel Shapiro, grandi amici del cantante che decidono di produrre per lui un intero album. Tutti i brani sono firmati dallo stesso Mogol con altri collaboratori quali Amedeo Minghi, Oscar Prudente, Gianni Bella, Aldo Donati e Riccardo Cocciante, che firma due pezzi dell'album: Come posso ancora amarti e Buonasera. La canzone L'aeroplano è un brano di dieci anni prima inciso da Oscar Prudente, intitolato Oè-oà e pubblicato su 45 giri a cui Mogol scrive un nuovo testo

## Promozione
Nel 1981 viene pubblicato il 45 giri che anticipa il disco, che vede sul lato A il brano Immaginando, scritto da Mogol, Morandi ed A. Azzaro, e Canzoni stonate, scritto e prodotto da Mogol su musica di Aldo Donati e arrangiamenti di Celso Valli. Ma è proprio quest'ultimo brano che ottiene maggiore attenzione da parte del pubblico e delle radio, tanto da spingere la casa discografica a ristampare il 45 giri con i lati invertiti.
Marinaio è il secondo singolo estratto dall'album, scritto da Mogol e Gianni Bella su arrangiamenti di Piero Pintucci, sigla della trasmissione televisiva Tutti insieme, varietà della Rete 1 condotto da Morandi da un'idea di Mogol e diretto da Giancarlo Nicotra, che vedeva il cantante ripercorrere i momenti salienti della sua carriera, ospitando in ogni puntata cantanti, gruppi ed autori musicali. La canzone racconta la storia di un quarantenne (il marinaio) che incontra in un porto una ragazza di soli diciotto anni e se ne innamora. Il brano presente sul lato B, Solo all'ultimo piano, scritto da Mogol ed Amedeo Minghi, è caratterizzato da un'atmosfera piuttosto malinconica, una sorta di riflessione di un uomo sulla propria vita e sulla sua alienazione dal mondo.

## Edizioni
L'album è stato pubblicato dalla RCA Italiana con numero di catalogo PL 31640 in LP e musicassetta. Del disco non esiste una versione in CD, in digitale o per le piattaforme streaming, seppure molte delle canzoni presenti nell'album siano state inserite in diverse raccolte.

## Tracce
Lato A
1. Solo all'ultimo piano (Mogol/Amedeo Minghi)
2. Come posso ancora amarti (Mogol/Riccardo Cocciante)
3. L'aeroplano (Mogol/Oscar Prudente)
4. Evviva il grande amore (Mogol/Gianni Rizzi)

Lato B
1. Marinaio (Mogol/Gianni Bella)
2. Canzoni stonate (Mogol/Aldo Donati)
3. Buonasera (Mogol/Riccardo Cocciante)
4. Immaginando (Mogol/Azzaro, Gianni Morandi)